# وي لونغ وونغ
وي لونغ وونغ (بالإنجليزية: Wei Long Wong)‏ مواليد 18 أغسطس 1988 في سنغافورة، هو لاعب كرة سلة محترف سنغافوري بدأ مسيرته الاحترافية في سنة 2009 ويحمل الرقم 8. يبلغ طوله 5 قدم 9 بوصة (1.8 م). مثل منتخب سنغافورة لكرة السلة.